# Erik Graeske
Erik Olov Graeske, född 7 november 1967, är en svensk jurist
Graeske är sedan 1 november 2007 lagman i Luleå tingsrätt.